# Cochlostoma intermedium
Cochlostoma intermedium is een slakkensoort uit de familie van de Megalomastomatidae. De wetenschappelijke naam van de soort is voor het eerst geldig gepubliceerd in 1884 door Pini.